# Glyphodes duplicalis
Glyphodes duplicalis là một loài bướm đêm trong họ Crambidae.